# Hypermaepha roseata
Hypermaepha roseata là một loài bướm đêm thuộc phân họ Arctiinae, họ Erebidae.